# Barbaceniopsis
Barbaceniopsis är ett släkte av enhjärtbladiga växter. Barbaceniopsis ingår i familjen Velloziaceae.
Kladogram enligt Catalogue of Life:
| Barbaceniopsis | \| \| Barbaceniopsis boliviensis \| \| \| \| \| \| Barbaceniopsis castillonii \| \| \| \| \| \| Barbaceniopsis humahuaquensis \| \| \| \| \| \| Barbaceniopsis vargasiana \| \| \| \| |
|                | \| \| Barbaceniopsis boliviensis \| \| \| \| \| \| Barbaceniopsis castillonii \| \| \| \| \| \| Barbaceniopsis humahuaquensis \| \| \| \| \| \| Barbaceniopsis vargasiana \| \| \| \| |
|                | Acanthochlamys |
|                | |
|                | Barbacenia |
|                | |
|                | Nanuza |
|                | |
|                | Talbotia |
|                | |
|                | Vellozia |
|                | |
|                | Xerophyta |
|                | |
|                | Barbaceniopsis boliviensis |
|                | |
|                | Barbaceniopsis castillonii |
|                | |
|                | Barbaceniopsis humahuaquensis |
|                | |
|                | Barbaceniopsis vargasiana |
|                | |

|  | Barbaceniopsis boliviensis    |
|  |                               |
|  | Barbaceniopsis castillonii    |
|  |                               |
|  | Barbaceniopsis humahuaquensis |
|  |                               |
|  | Barbaceniopsis vargasiana     |
|  |                               |